# Phop Phra (huyện)
Phop Phra (tiếng Thái: พบพระ) là một huyện (amphoe) ở tây nam thuộc tỉnh Tak, miền nam Thái Lan.

## Lịch sử
Khu vực Phop Phra ban đầu là tambon Chong Khaep thuộc huyện Mae Sot. Chính quyền đã tách một đơn vị hành chính từ huyện này, từ ngày 1/4/1977, 3 tambon Phop Phra, Chong Khaep và Khiri Rat đã được tách ra để lập tiểu huyện (king amphoe) mới. Tiểu huyện đã được nâng thành huyện ngày 3 tháng 3 năm 1987.

## Địa lý
Các huyện giáp ranh (từ phía bắc theo chiều kim đồng hồ): Mae Sot, Mueang Tak, Wang Chao thuộc tỉnh Tak, Ban Rai thuộc tỉnh Uthai Thani, Umphang thuộc tỉnh Tak, bang Kayin của Myanmar.
Vườn quốc gia Namtok Pha Charoen nằm ở huyện này. Vườn quốc gia này có thác nước Pha Charoen cao 97 m.
Sông Moei chảy qua huyện.
Dọc theo xa lộ Along Mae Sot-Umphang có trại tị nạn Ban Um Piam (บ้านอุ้มเปี่ยม) cho người Karen chạy khỏi Myanmar.

## Hành chính
Huyện này được chia thành 5 phó huyện (tambon), các đơn vị này lại được chia ra thành 52 làng (muban). Phop Phra là một thị trấn (thesaban tambon), nằm trên một phần của  tambon Phop Phra.
| STT. | Tên                 | Tên Thái   | Số làng | Dân số |  |
| 1.   | Phop Phra           | พบพระ      | 9       | 12886  |  |
| 2.   | Chong Khaep         | ช่องแคบ     | 14      | 12064  |  |
| 3.   | Khiri Rat           | คีรีราษฎร์    | 11      | 19567  |  |
| 4.   | Wale                | วาเล่ย์      | 7       | 6973   |  |
| 5.   | Ruam Thai Phatthana | รวมไทยพัฒนา | 11      | 11846  |  |